# Horse’s Neck

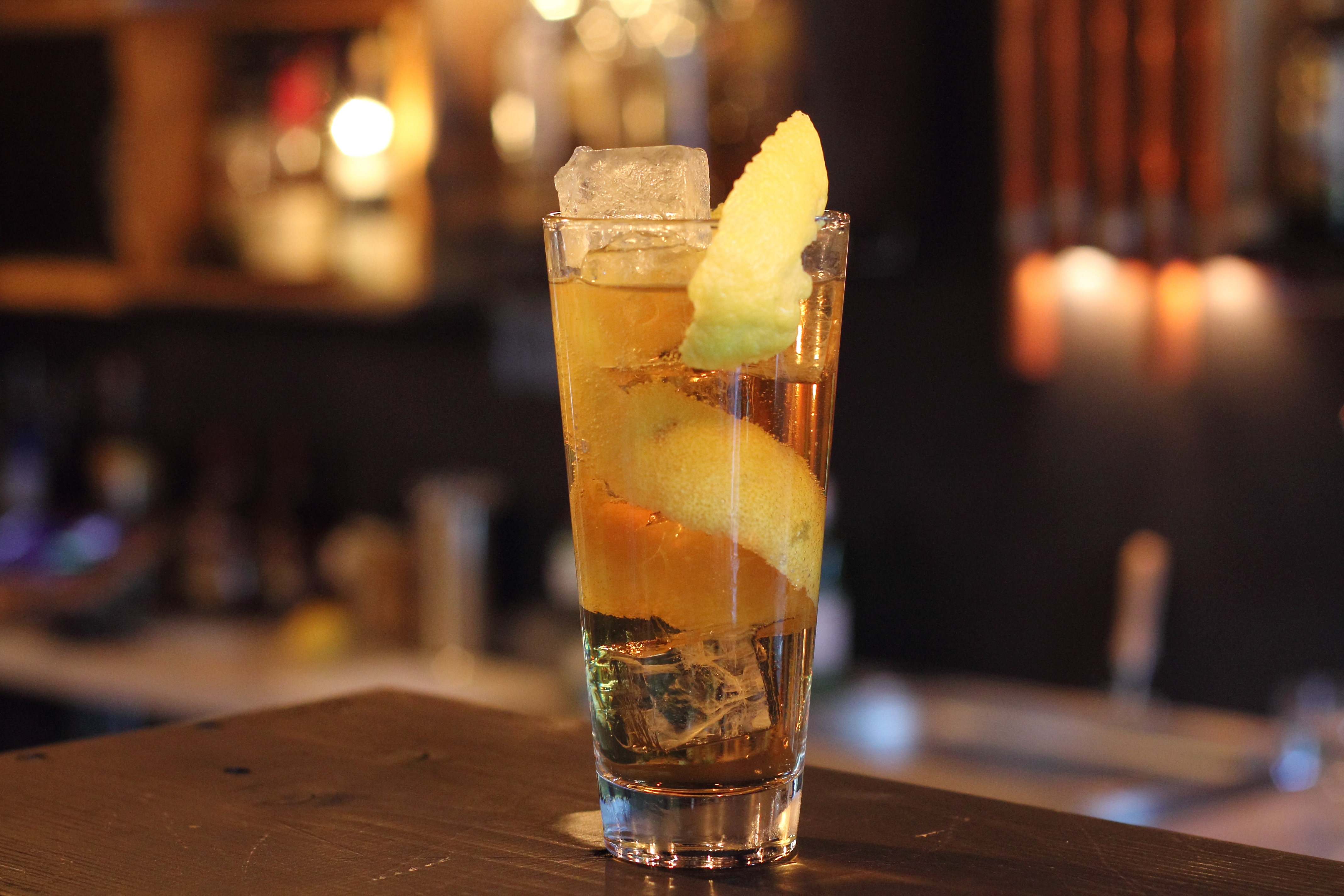
Horse’s Neck mit Zitronenspirale

Horse’s Neck (englisch etwa Pferdehals) ist ein klassischer Cocktail, der Ende des 19. Jahrhunderts entstand und als typischer Highball zu den Longdrinks gehört. Er wird aus Weinbrand bzw. Cognac und Ingwerlimonade (Ginger Ale) zubereitet. Sehr häufig wird als Basis-Spirituose auch Bourbon Whiskey verwendet. Seinen Namen verdankt das Getränk einer dünn geschnittenen, langen Zitronenspirale, deren Ende aus dem Glas ragt und dadurch entfernt an einen Pferdekopf erinnern soll. Die International Bartenders Association, ein Dachverband von Barkeeper-Vereinigungen, führt den Horse’s Neck in der Liste seiner „offiziellen Cocktails“.

## Zubereitung
Der Cocktail wird in einem Highballglas, also einem hohen Becherglas mittlerer Größe „gebaut“, das heißt, direkt im Glas zubereitet und nicht im Rührglas oder Cocktail-Shaker. Je nach Größe des Glases werden 4–6 cl Weinbrand bzw. Cognac oder Bourbon Whiskey mit einigen Eiswürfeln und ein bis zwei Dashes (Spritzern) Angosturabitter vermischt und das Glas je nach Geschmack ungefähr mit der zwei- bis dreifachen Menge gekühlter Ingwerlimonade (Ginger Ale) aufgefüllt. Die Verwendung von Cocktail-Bitters verleiht dem Drink mehr Tiefe, mit Ginger Beer anstelle von Ginger Ale wird er würziger. Optional wird gelegentlich noch etwas Zitronensaft hinzugefügt, wodurch das Getränk dann in seiner Grundstruktur einem Buck ähnelt. Als Garnitur wird mit einem Zestenreißer ein langes Stück Zitronenschale geschnitten und spiralförmig in das Glas gelegt, wobei ein Ende aus der Flüssigkeit ragt.